# Independence, Virginia
Independence är administrativ huvudort i Grayson County i Virginia. Vid 2010 års folkräkning hade Independence 947 invånare. Independence har varit huvudort i countyt sedan 1793 och den nuvarande domstolsbyggnaden byggdes 1977–1979.